# Esplús (kommunhuvudort)
Esplús är en kommunhuvudort i Spanien.   Den ligger i provinsen Provincia de Huesca och regionen Aragonien, i den nordöstra delen av landet, 400 km öster om huvudstaden Madrid. Esplús ligger 277 meter över havet och antalet invånare är 734.
Terrängen runt Esplús är platt. Runt Esplús är det ganska tätbefolkat, med 58 invånare per kvadratkilometer. Närmaste större samhälle är Binéfar, 6,0 km norr om Esplús. Trakten runt Esplús består till största delen av jordbruksmark.